# Долгоруков, Василий Владимирович (1738)
Князь Васи́лий Влади́мирович Долгору́ков (1738—1782) — генерал-майор, военный деятель во времена правления Елизаветы Петровны и Екатерины II Алексеевны.
Рюрикович в XXVII колене, из княжеского рода Долгоруковы.

## Биография
Сын рижского губернатора, князя Владимира Петровича Долгорукова от его брака с княжной Еленой Васильевной Хилковой. Имел брата, князя: Юрия, и сестёр княжон: Наталья — жена генерал-фельдмаршала Салтыкова Николая Ивановича, Прасковья — жена тайного советника Ивана Ивановича Мелиссино, Александра — жена бригадира, князя Козловского Якова Алексеевича, Екатерина — жена адмирала Ивана Яковлевича Барш.
Записан в унтер-офицеры (август 1749). Произведён в инженер-прапорщики (1752). Произведён в подпоручики и отправлен в Константинополь дворянином посольства (1754). Участвовал в семилетней войне (1756—1763). Произведён в полковники (30 июня 1762). Пожалован в генерал-майоры (01 января 1770). Участвовал в действующей армии графа Румянцева-Задунайского, дежурным генералом. Отличился в сражении при Кагуле (21 июля 1770). За отвагу награждён Георгием 3-й степени (27 августа 1770).
В кампанию 1771 года воевал в Валахии, командовал войсками, действовавшими против польских конфедератов. В 1773 году участвовал в боях под Силистрией и у Шумлы. После заключения Кючук-Кайнарджийского мирного договора подал в отставку и уволен от службы (11 июля 1774). Проживал в Москве. В 1775 году Долгоруков навлек на себя гнев Екатерины II. Императрица сердилась на князя за его неискренность. По слухам, в его доме проживал опальный граф Пётр Апракин и имел свидания с графиней Разумовской, за что государыня пригрозила «всей милой компании» Сибирью.
Владел селом Архангельское Московского уезда (1769). По словам современников, Долгоруков был «одарен блистательными способностями, душой нежною и благородною». Умер бездетным 26 сентября 1782 года.

## Личная жизнь
Жена (с 1763 года) — графиня Варвара Александровна Бутурлина (1742—1784), дочь графа Александра Борисовича Бутурлина от его брака с княжной Екатериной Борисовной Куракиной. В приданое получила имение в Ярославском уезде. Осенью 1774 года её младшая сестра Екатерина Бутурлина тайно обвенчалась с князем Юрием Долгоруковым. Брак их долгое время не признавался Синодом. Обе пары жили дружно. Детей своих Юрий Владимирович записывал на имя брата Василия Владимировича, а Варвара Александровна даже имитировала беременность (своих детей у неё не было). Лишь в 1785 году после смерти брата и его жены Юрий Долгоруков подал прошение о признании брака и детей законными.